# Alboraya
Alboraya település Spanyolországban, Valencia tartományban. Alboraya Almàssera, Meliana, Tavernes Blanques és Valencia községekkel határos. Lakosainak száma 26 259 fő (2024).

## Népesség
A település lakosságának változását az alábbi diagram mutatja:
| Lakosok száma | 17 901 | 20 001 | 21 582 | 22 405 | 23 228 | 23 572 | 24 031 | 24 454 | 25 149 | 26 259 |
|               | 2001   | 2004   | 2007   | 2009   | 2012   | 2014   | 2017   | 2019   | 2022   | 2024   |